# Ray Hnatyshyn
Ray Hnatyshyn (właśc. Ramon John Hnatyshyn; ur. 16 marca 1934 w Saskatoon; zm. 18 grudnia 2002 Ottawie) – kanadyjski polityk ukraińskiego pochodzenia, w latach 1990–1995 gubernator generalny Kanady.
Ukończył prawo na uniwersytecie swojej rodzinnej prowincji Saskatchewan i do 1974 prowadził tam praktykę adwokacką. Następnie został członkiem Izby Gmin z ramienia konserwatystów. W latach 1979–1980 był ministrem energetyki, a od 1986 do 1988 stał na czele resortu sprawiedliwości. W 1990 objął formalnie najwyższe w państwie stanowisko gubernatora generalnego. Był pierwszą osobą wyznania prawosławnego pełniącą tę funkcję. 
Został zapamiętany jako gubernator, którzy przybliżył swój dostojny urząd zwykłym ludziom. Otworzył siedzibę gubernatorów dla turystów (jego żona napisała dostępne do dziś w tamtejszym sklepiku z pamiątkami opracowanie historii tego obiektu), zaś znajdujące się na jej terenie lodowisko uczynił publicznym. Po odejściu ze stanowiska otrzymał liczne odznaczenia, zaś na krótko przed śmiercią został kanclerzem jednego z ottawskich uniwersytetów. Zmarł w wieku 68 lat na zapalenie trzustki.